# Cyprien Ayer
Pour les articles homonymes, voir Ayer (homonymie).
Nicolas-Louis-Cyprien Ayer (né le 12 mars 1825 à Sorens, mort le 8 septembre 1884 à Neuchâtel) est un géographe, romaniste et grammairien suisse. Il est le grand-père d'Alfred Jules Ayer.

## Vie publique et œuvre
Ayer est d'abord tuteur à Cracovie, puis professeur de français à Zurich et à l'école cantonale de Fribourg, enfin journaliste à Neuchâtel (pour le journal Le Confédéré et ensuite L'Union Démocratique), conseiller municipal en 1858, professeur en 1861 à l'école industrielle, professeur d'économie politique, géographie et grammaire, en 1866 à l'Académie de Neuchâtel (plus tard université de Neuchâtel), ainsi qu'à partir de 1878, recteur.

## Vie privée
Cyprien Ayer épouse Sophie Henriette Raetz, née en 1844 dans le canton de Berne. Ils ont quatre enfants : Jules (1867), un autre fils et deux filles, Berthe et Marie. À la fin des années 1870, son épouse le quitte et s'installe à Londres. Les enfants ne la suivent qu'après la mort de leur père en 1884. Jules et son frère sont employés par la banque Rothschild. Leurs sœurs Berthe et Marie épousent des Suisses, dont l'un est devenu gouverneur belge du Congo et l'autre, Philippe Suchard, descendant de Philippe Suchard, vit à Vevey, au bord du lac Léman, en Suisse. Jules a un fils, Alfred Jules Ayer.

## Publications
- Grammaire française. Lexicologie et lexicographie. Ouvrage spécialement destiné à servir de base à l’enseignement scientifique de la langue maternelle dans les collèges, gymnases, écoles moyennes et autres établissements d’instruction publique, Lausanne et Fribourg, 1851.
- Manuel de géographie statistique, Genève, 1861.
- Les Nationalités et les états de l’Europe en 1861, Neuchâtel, 1861.
- Cours gradué de langue française à l’usage des écoles primaires. 1ère partie. La proposition simple, Neuchâtel, 1870.
- Phonologie de la langue française, Paris, 1875.
- Grammaire comparée de la langue française, Genève, 1876 (lire en ligne).
- Grammaire usuelle de la langue française. Ouvrage spécialement destiné à l’enseignement secondaire, Bâle, 1878.
- Introduction à l’étude des dialectes du Pays romand, Neuchâtel, 1878.
- Grammaire élémentaire de la langue française. Paris, 1880.